# Zuiderveen (Winschoten)
Zuiderveen of Winschoter Zuiderveen, Gronings 't Zuveen, is een streekdorp in de gemeente Oldambt in de provincie Groningen. Het was een van de vier buurtschappen van het kerspel en de voormalige gemeente Winschoten.
De buurt is gelegen aan de zuidzijde van Winschoten langs de weg met dezelfde naam.
Aan de zuidzijde van de buurt loopt de Gockinga's wijk (Gokkinga's wijk), die ook bekend staat onder de naam Zuiderveensterhoofdwijk en de grens vormt met Oude-Pekela.
Zuiderveen wordt vermeld als op de Zuidvenne (1517), up Zuetfenne (1528), up Suijtphene (1563), up Zuirven (1593), Zuirveen (ca. 1650) en Suiderveen (1655). Het maakte eerder mogelijk samen net Sint-Vitusholt deel uit van een afzonderlijk kerspel. Zuiderveen is een veldnaam met de betekenis 'het zuidelijk gelegen veengebied', dat is het veen 'ten zuiden van Winschoten'.
Zuiderveen is van oorsprong een middeleeuwse randveenontginning. In de grond zijn bakstenen en baksteenfragmenten uit de dertiende eeuw gevonden. Omstreeks 1482 heeft de stad Groningen hier de militaire versterking Pekelborg, niet ver van de Pekel A. Van hieruit werden tot 1498 het oostelijke deel van het Oldambt en Westerwolde bestuurd. Bij de borg hoorden landerijen in de Pekelham.
Op 19e-eeuwse topografische kaarten is te zien dat der verkaveling van het noorden van Oude Pekela ten westen van het Pekelderdiep naadloos over gaat in dat van Zuiderveen en niet aansluit op de overige verkaveling van de Pekela's. Dit deel van Oude Pekela werd tot het begin van de 17e eeuw tot Zuiderveen gerekend.
In Zuiderveen lagen omvangrijke landerijen van het klooster te Heiligerlee, die zich over de Pekel Aa uitstrekten. Vlak bij Sint-Vitusholt lag een boerderij van het Klooster Ter Apel. De meeste boerderijen in Zuiderveen strekten zich uit vanaf het hoogveen tot aan de oevers van de Pekel A. De achtergrens werd gevormd door de Munnekeveensloot, die de scheiding vormde het de venen van Westerlee. De huidige hoofdweg dateert uit de 19e eeuw, eerder liep de route verder oostelijk.
Het buurtje kreeg omstreeks 1807 een houten schooltje, waar tot ongeveer 1840 les werd gegeven.
Door Zuiderveen liep van 1885 tot aan 1939 de tramlijn Pekela - Winschoten van Stoomtramweg-Maatschappij Oldambt - Pekela.
Zuiderveen is ook een voormalige buurtschap onder Noordbroek.

## Waterschap
In 1885 werd het 49 ha grote waterschap Zuiderveen opgericht, dat in 1904 opging in Emergo.
De belangrijkste taak van het schap was het graven en onderhouden van kanalen voor de afvoer van turf. Het had een molen die uitsloeg op de Zuiderveensterwijk.

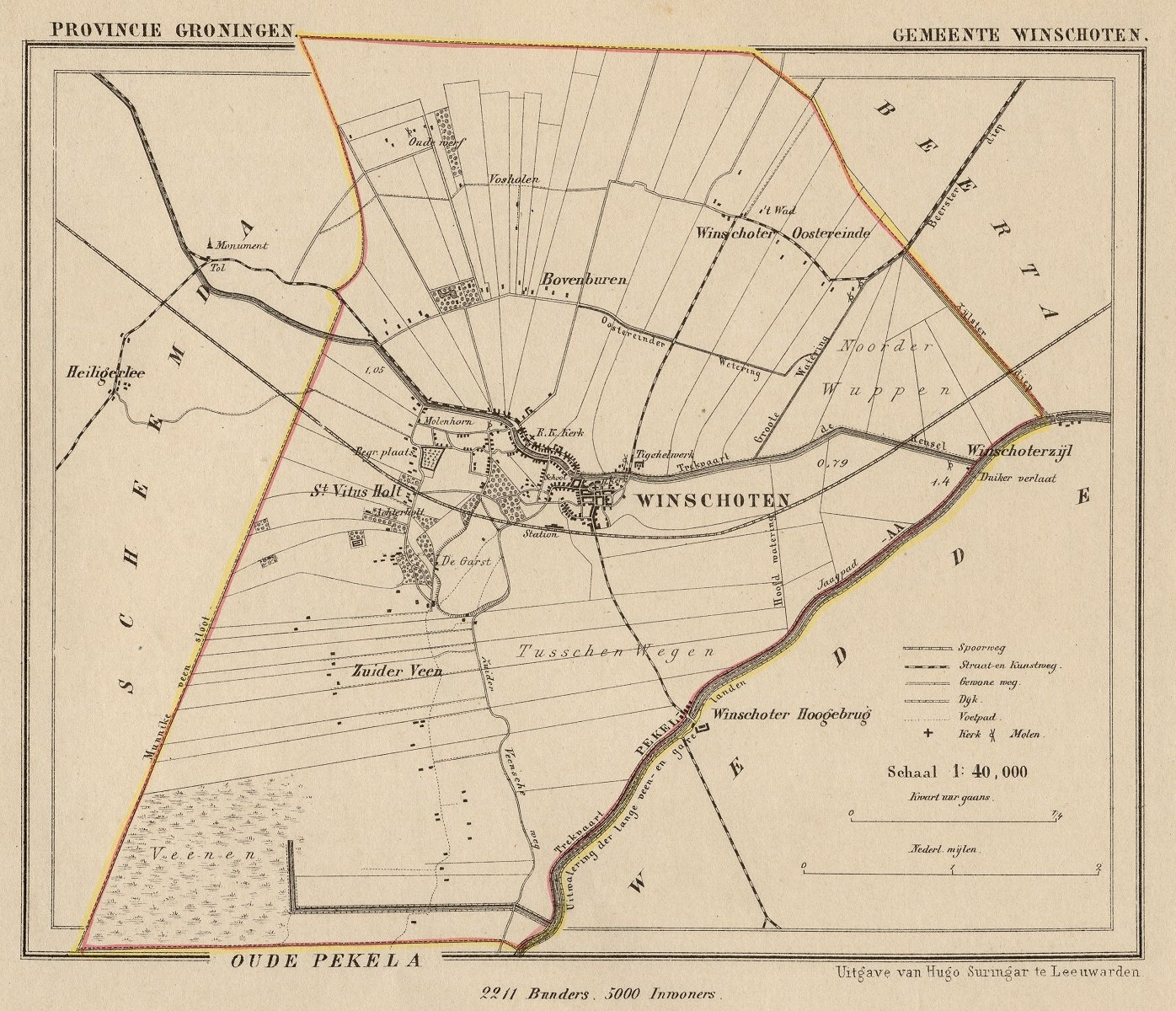
Zuider Veen en de Zuider Veensche weg op een kaart van de gemeente Winschoten uit ca. 1865
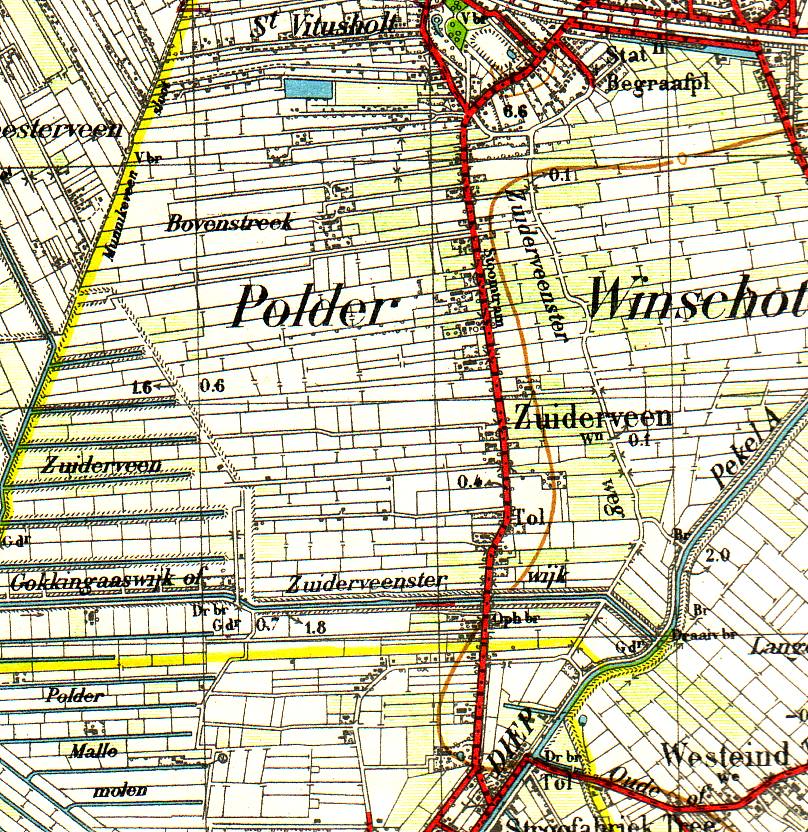
Zuiderveen op de topografische kaart van 1933

Stad: Winschoten

Dorpen: Bad Nieuweschans · Beerta · Blauwestad · Drieborg · Eexta · Finsterwolde · Heiligerlee · Midwolda · Nieuw-Beerta · Nieuwolda · Nieuw-Scheemda · Oostwold · Scheemda · 't Waar · Westerlee

Buurtschappen (en voormalige buurtschappen): Beersterhoogen · Bellingwolderzijl · Bikkershorn · Booneschans · Bovenburen · Bovenstreek (Westerlee) · Bovenstreek (Winschoten) · De Kamp · De Dellen · Eextahaven · Egypterdijk · Ekamp · Finsterwolderhamrik · Ganzedijk · De Garsten ·  Goldhoorn · Hamdijk · Hardenberg · Hongerige Wolf · Kloostergare · Kopaf · Kostverloren · Kromme-Elleboog · Kroonpolder · Lutje Loug · Meerland · Munnekeveen · Napels · Niesoord · Nieuwe Statenzijl · Nieuwolda-Oost · Polderdwarsweg ·  (Winschoter) Oostereinde · Oostwolderhamrik · Oostwolderpolder · Oudedijk · Oudekerk · Oude Statenzijl · Oudezijl · Reiderwolderpolder · Scheemdermeer · Scheemderzwaag · Scheveklap · Sint-Vitusholt (of Achterholt) · Stadspolder · Stoksterhorn · Tranendal · Tutjeshut · Ulsda · Veenhuizen · Westeind · Winschoterhogebrug · Winschoterzijl · Zandhoogte · Zuiderveen 

Voormalige gemeenten: Reiderland · Scheemda · Winschoten

Groningen: Steden en dorpen      Nederland: Provincies · Gemeenten